# Karl Nehammer
Karl Nehammer (Beč, 18. listopada 1972.) austrijski je političar, te od 6. prosinca 2021. kancelar Austrije. Obavljao je dužnost ministra unutarnjih poslova od 2020. do 2021., te je bio član Nacionalnog vijeća od 2017. do 2020. godine. Postao je kancelar nakon ostavke Alexandra Schallenberga, koji se vratio na poziciju ministra vanjskih poslova.
Nehammer je član Austrijske narodne stranke (ÖVP), te je obavljao i dužnost glavnog tajnika stranke od 2018. do 2020. godine.

## Rani život i obrazovanje
Nehammer je rođen i odrastao je u Beču, gdje je pohađao privatnu katoličku gimnaziju Kalksburg, koju završava 1992. Odlazi na vojni rok do 1997., kada je otpušten s činom pukovnika. Nakon toga radi kao trener službenika za informiranje Ministarstva obrane, te uposlenik Političke akademije ÖVP-a. Godine 2014. završava dvogodišnji studij političkog komuniciranja na Sveučilištu za kontinuirano obrazovanje u Kremsu.

## Politička karijera
U Političkoj akademiji ÖVP-a postaje voditelj udruge za Donju Austriju. Listopada 2015. imenovan je za voditelja kampanje kandidata ÖVP-a na predsjedničkim izborima 2016., Andreasa Khola.
Na izborima 2017. izabran je za člana Nacionalnog vijeća za okrug Beča. Dana 25. siječnja 2018. imenovan je za glavnog tajnika ÖVP-a. Nakon izbora 2019. godine bio je član pregovaračkog tima za formiranje vlade na područjima imigracija, sigurnosti i europske politike.

### Ministar unutarnjih poslova
Nehammer je 7. siječnja 2020. imenovan za ministra unutarnjih poslova u drugoj vladi Sebastiana Kurza.

### Kancelar
Listopada 2021. Sebastian Kurz je podnio ostavku na poziciju kancelara uslijed istrage korupcije. Naslijedio ga je tadašnji ministar vanjskih poslova, Alexandar Schallenberg. Kurz je ostao predsjednik ÖVP-a do 2. prosinca 2021., kada je objavio da potpuno napušta politiku. Schallenberg je najavio da neće biti kandidat na unutarstranačkim izborima za predsjednika, te da će nakon što novi predsjednik stranke bude izabran napustiti poziciju kancelara u njegovu korist. Dana 3. prosinca 2021. Nehammer je imenovan za vršitelja dužnosti predsjednika stranke, te je 6. prosinca imenovan za kancelara od strane predsjednika Austrije, Alexandera Van der Ballena. Na izvanrednom stranačkom kongresu 14. svibnja 2022. jednoglasno je izabran za predsjednika stranke.
Nehammer je bio glavni zagovornik blokiranja ulaska Rumunjske i Bugarske u Schengenski prostor. Također je zagovarao potpuni prekid pregovora o ulasku Turske u EU. Podržava Izrael u ratu Izraela i Hamasa, te je listopada 2023. bio protiv prekida vatre u Pojasu Gaze. Siječnja 2024. kritizirao je tužbu Južne Afrike protiv Izraela pri Međunardnom sudu pravde za činjenje genocida nad Palestincima.

## Osobni život
Nehammer je oženjen Katharinom Nehammer, s kojom ima dvoje djece. Par je kritiziran kada je Katharina 2020. imenovana glasnogovornicom Ministarstva obrane dok je Nehammer bio ministar unutarnjih poslova, jer je Vlada unutarnju i obrambenu politiku dala "u ruke jednoj obitelji".